# Дамаські ворота
Дамаські ворота (івр. שער שכם, Шаар Шхем; араб. باب العامود, Баб-аль-Амуд, букв. Ворота Колони) — найбільші з восьми воріт стіни старого міста Єрусалима побудованої у 1535–1538 роках Сулейманом Пишним, у часи створення оборонної стіни навколо міста. Ворота відкривають дорогу із півночі міста у мусульманський та християнський райони старого міста Єрусалиму. Дорога від воріт веде у напряму Дамаску та Шхему — звідки походить їх назва.

## Історія
Нинішні ворота стоять на місці тріумфальної арки побудованої за імператора Адріана (117–138 р. н. е.). Її залишки були виявлені при розкопках проведених за часів британського мандата в Палестині. Арка мала отвори, з яких зберігся лише східний. Усередині міста перед аркою перебувала тріумфальна колона, що не збереглася до наших часів, її зображення можна побачити на мозаїчної карті Святої землі VI століття на підлозі Георгіївської церкви в місті Мадаба (Йорданія). Арабською мовою ворота і сьогодні називаються Баб-ель-Амуд (Ворота Колони). Ворота збудовані за часів відбудови оборонної стіни навколо Єрусалиму османським султаном Сулейманом Пишним 1535–1538 роках.

## Сучасність
Дамаські ворота складаються з двох веж, кожна з яких оснащена навісними бійницями. Ворота є центральним входом в мусульманський квартал старого міста та на арабський ринок. Сходинки, що розташовані амфітеатром біля воріт, побудовані на початку 21 століття Єрусалимською мерією. Ворота відкриті для пішоходів, в'їзд автотранспорту в них неможливий. У п'ятницю вранці через ці ворота йде основний потік мусульман, що моляться у напрямку до Храмової Гори, в п'ятницю ввечері і в суботу вдень через ворота є пожвавлений рух євреїв, що йдуть до Стіни Плачу. Від воріт також короткий шлях до Віа Долороза.

## Галерея

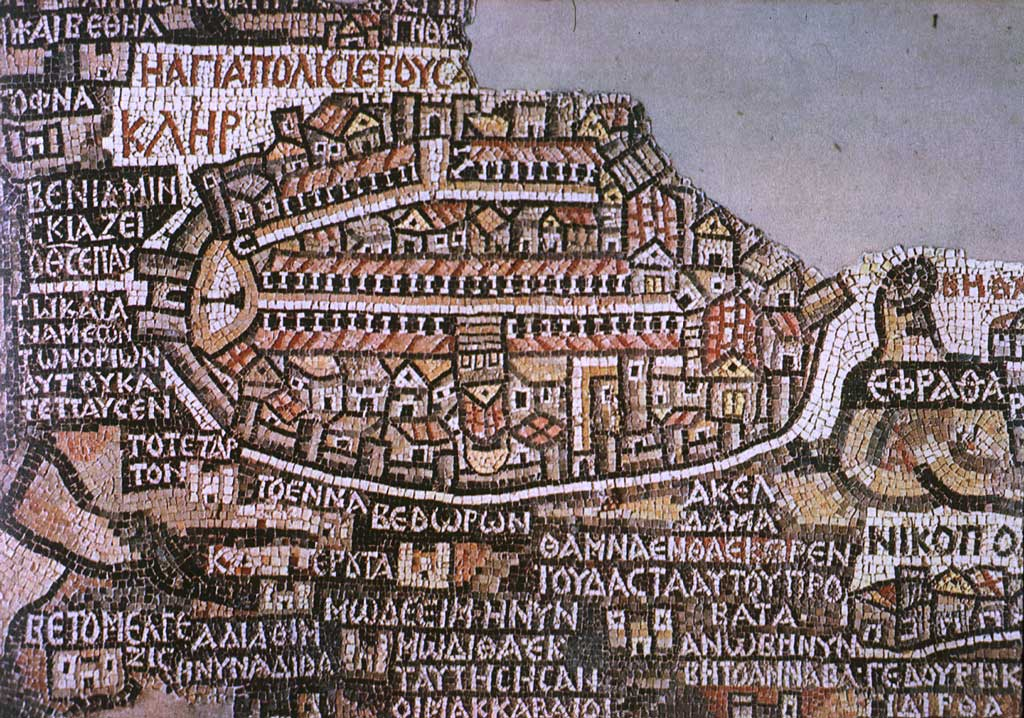
Мозаїчная карта Мадаби
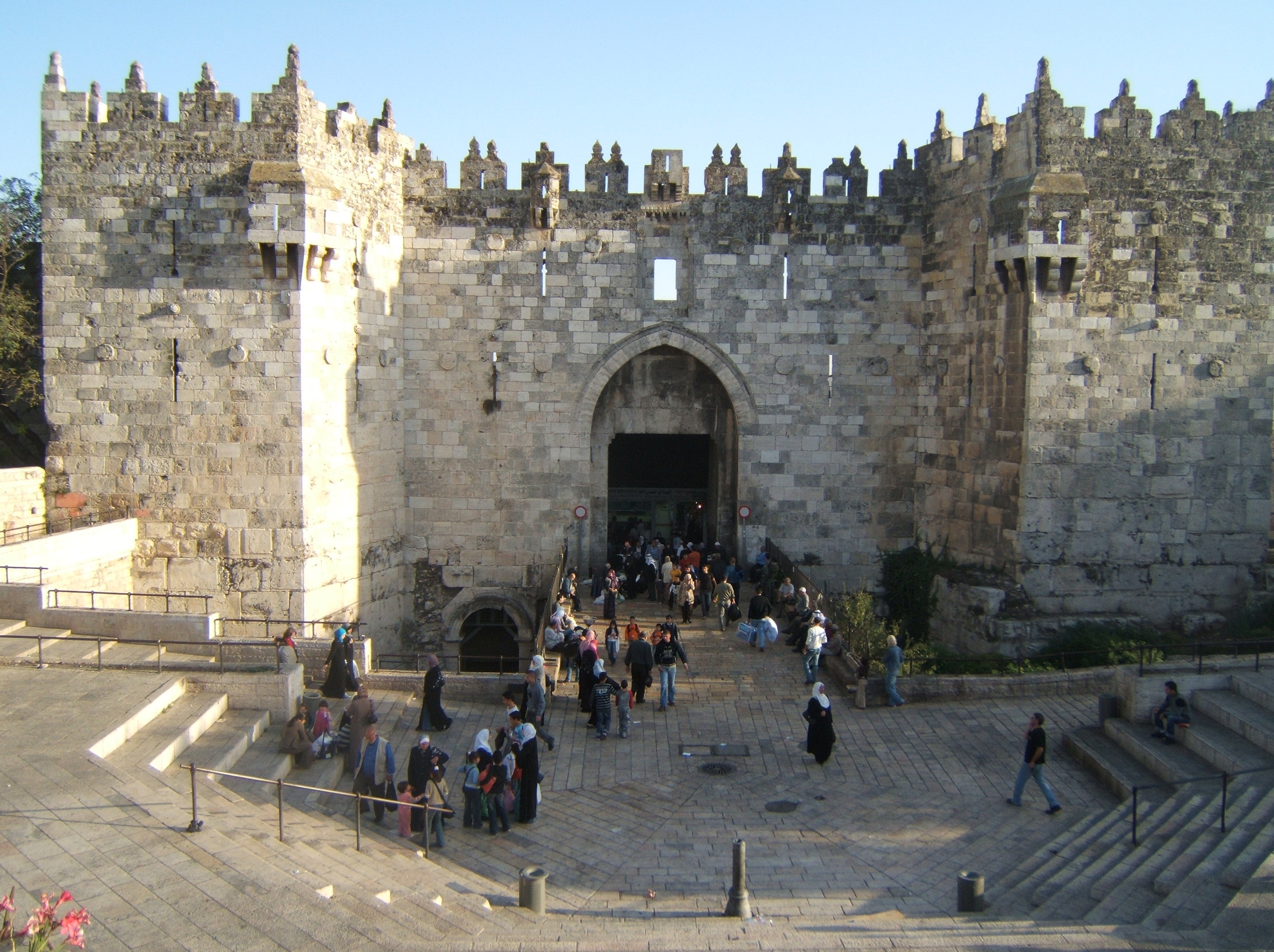
Дамаські ворота
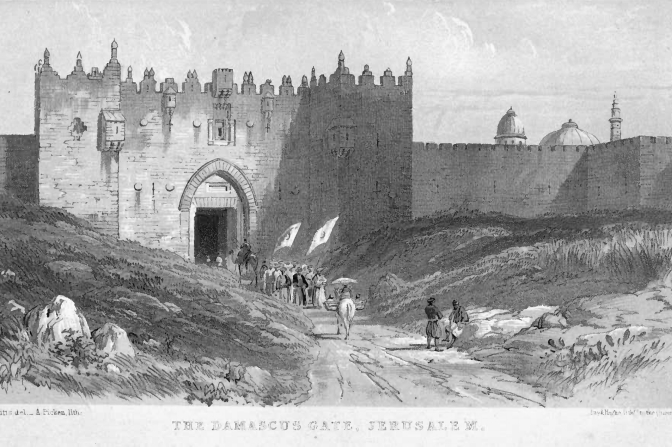
Дамаські ворота. Рисунок 1849 року